# 1323

## Esdeveniments
Països Catalans
- 19 de maig, Tarragona: Arribada a la ciutat de la relíquia del braç de santa Tecla, patrona de la localitat fins a l'actualitat.[1]
- 14 de juny, Càller, Sardenya: l'infant Alfons desembarca i inicia la conquesta aragonesa de Sardenya.

Resta del món
- Destrucció del Far d'Alexandria per un terratrèmol.

## Naixements
Països Catalans
Resta del món

## Necrològiques
Països Catalans
Resta del món